# 애슈턴 홈스
애슈턴 홈스(Ashton Holmes, 1978년 2월 17일 ~ )는 미국의 배우이다.

## 출연 작품
- 액츠 오브 바이올런스 (2018)
- 임퍼펙션스 (2016)
- 레클리스 (2013)
- 패서디나 (2013)
- 디바이드 (2011)
- 니키타 1 (2010)
- 퍼시픽 (2010)
- 스마트 피플 (2008)
- 윈드 칠 (2007)
- 왓 위 두 이즈 시크릿 (2007)
- 평화로운 전사 (2006)
- 폭력의 역사 (2005)
- 어 밀리언 마일즈 투 선샤인 (2004)
- 원 라이프 투 리브 (1968)